# Damian Priest
Luis Martínez, meglio conosciuto con il ring name Damian Priest (New York, 26 settembre 1982), è un wrestler statunitense sotto contratto con la WWE.
Ha detenuto una volta il World Heavyweight Championship, una volta l'NXT North American Championship, una volta lo United States Championship e due volte sia il Raw Tag Team Championship che lo SmackDown Tag Team Championship entrambi con Finn Bálor. Ha inoltre vinto l'edizione 2023 del Money in the Bank.

## Carriera

### Circuito indipendente (2004–2014)
Luis Martínez venne allenato dalla Monster Factory Pro-Wrestling e nel 2014 iniziò a lottare nella Ring of Honor.

### Ring of Honor (2014–2018)
La prima apparizione di Martinez in Ring of Honor è stata nel 2014 con il suo vero nome Luis Martinez, dove ha gareggiato in due dark match, perdendo il primo in The Romantic Touch e vincendo il secondo al fianco di Shaheem Ali contro Hellcat e Mattick.
Martinez ha fatto il suo ritorno in Ring of Honor, come Punisher Martinez, al ROH Top Prospect Tournament dove ha sconfitto Colby Corino nel primo round. Martinez ha perso con Lio Rush in semifinale; tuttavia, nonostante la sconfitta, Martinez è stato messo sotto contratto dalla Ring of Honor. Successivamente si alleò con BJ Whitmer e Kevin Sullivan, entrando in una rivalità con il loro avversario Steve Corino. Il 16 settembre 2016, Martinez ha preso parte all'Honor Rumble del 2016, dove ha avuto un risultato impressionante prima di essere eliminato. All'inizio di novembre ha partecipato alla Survival of the Fittest 2016, dove è stato eliminato nella finale di Six Man Mayhem. Martinez e Whitmer hanno continuato a litigare con gli ex-ROH World Tag Team Champion, i War Machine (Hanson e Raymond Rowe), sconfiggendoli. Attraverso il rapporto di collaborazione della ROH con la New Japan Pro-Wrestling (NJPW), Martinez è apparso nell'evento Honor Rising: Japan 2017 di due giorni. La prima sera, Martinez ha collaborato con i Los Ingobernables de Japon (Hiromu Takahashi e Tetsuya Naito) per sconfiggere Dalton Castle, Hiroshi Tanahashi e Ryusuke Taguchi, con Martinez che ha ottenuto la vittoria per la sua squadra. La seconda sera, Martinez ha sfidato senza successo Hirooki Goto per il NEVER Openweight Championship. Usando il nome Damian Martinez, è tornato in ROH per gareggiare senza successo in una Battle Royal di Manhattan Mayhem per determinare lo sfidante al ROH World Championship. Martinez è anche entrato in un Battle Royal per lo sfidante al ROH World Television Championship, che ha anche perso. L'11 febbraio Martinez e B.J. Whitmer hanno sconfitto i War Machine.
Martinez ha vinto il suo primo titolo in ROH il 16 giugno 2018, sconfiggendo Silas Young per il ROH World Television Champion durante la notte due dell'evento "State of the Art" della promozione a Dallas, in Texas. Martinez si era qualificato per un'opportunità titolata in precedenza, quella stessa sera, sconfiggendo Cheeseburger in un match a sei uomini. A Death Before Dishonor XVI, ha difeso con successo il titolo contro Chris Sabin. Dopo la partita, ha attaccato Sabin, fino a quando Jeff Cobb non è intervenuto in favore di Sabin. Nella sua ultima apparizione, perse il titolo contro Cobb. Il 29 settembre è scaduto il suo contratto con la Ring of Honor e ha rinunciato ad una nuova proposta di contratto.

### WWE (2018–presente)

#### NXT(2018–2021)
Il 12 ottobre 2018 firmò con la WWE. Il debutto di Martinez avvenne nel territorio di sviluppo di NXT nella puntata del 28 novembre perdendo contro Matt Riddle. Il 15 aprile 2019 cambiò nome in Damian Priest, pur continuando a lottare come Punishment Martinez nei live event. Il suo debutto ufficiale avvenne nella puntata di NXT del 10 luglio dove sconfisse il jobber Blanco Loco. Il 23 novembre, a NXT TakeOver: WarGames, partecipò ad un Triple Threat match che comprendeva anche Killian Dain e Pete Dunne per determinare lo sfidante all'NXT Championship di Adam Cole per Survivor Series ma il match venne vinto da Dunne. Il 24 novembre, a Survivor Series, partecipò al tradizionale 5-on-5-on-5 Survivor Series Elimination match contro il Team Raw e il Team SmackDown ma venne eliminato da Randy Orton. Nella puntata di NXT dell'8 gennaio partecipò ad un Fatal 4-Way match per determinare lo sfiante all'NXT North American Championship di Roderick Strong che comprendeva anche Cameron Grimes, Dominik Dijakovic e Keith Lee ma il match venne da quest'ultimo. Nella puntata di NXT del 1º aprile prese parte ad un Triple Threat match per l'NXT North American Championship che comprendeva anche il campione Keith Lee e Dominik Dijakovic ma il match venne vinto da Lee. Nella puntata di NXT del 29 aprile affrontò poi Lee per l'NXT North American Championship ma venne sconfitto. Il 7 giugno, a NXT TakeOver: In Your House, venne sconfitto da Finn Bálor. Dopo aver effettuato contestualmente un turn face, nella puntata di NXT del 17 giugno sconfisse Killian Dain, vincendo successivamente una breve faida con Cameron Grimes. Nella puntata di NXT del 5 agosto sconfisse Oney Lorcan e Ridge Holland qualificandosi ad un Ladder match per il vacante NXT North American Championship. Il 22 agosto, a NXT TakeOver: XXX, sconfisse Bronson Reed, Cameron Grimes, Johnny Gargano e Velveteen Dream in un Ladder match conquistando il vacante NXT North American Championship per la prima volta. Nella puntata di NXT del 16 agosto difese con successo il titolo contro Timothy Thatcher. Il 4 ottobre, a NXT TakeOver: 31, mantenne la cintura nordamericana contro Johnny Gargano. Nella puntata di NXT del 14 ottobre difese il titolo contro Dexter Lumis grazie anche all'intervento di Cameron Grimes. Nella puntata speciale NXT Halloween Havoc del 28 ottobre perse il titolo contro Johnny Gargano in un Devil's Playground match dopo 67 giorni di regno. Il 6 dicembre, a NXT TakeOver: WarGames, prese parte ad un Triple Threat match per l'NXT North American Championship che comprendeva anche il campione Leon Ruff e Johnny Gargano ma il match venne vinto da quest'ultimo.

#### United States Champion (2021–2022)
Il 31 gennaio 2021 a Royal Rumble, partecipò all'omonimo incontro entrando col numero 14 ed eliminando ben quattro wrestler ma venne poi eliminato da Bobby Lashley. Nella puntata di Raw del 1º febbraio fece il suo debutto sconfiggendo The Miz. Successivamente affiancò il rapper Bad Bunny, divenendone la "guardia del corpo", e nella puntata di Raw del 22 febbraio sconfisse nuovamente Angel Garza (dopo averlo sconfitto la settimana prima). Il 10 aprile, nella prima serata di WrestleMania 37, Priest e Bunny sconfissero John Morrison e The Miz. In seguito sconfisse The Miz in un Lumberjack match il 16 maggio a WrestleMania Backlash. Nella puntata di Raw del 28 giugno partecipò ad un Battle Royal per conquistare un posto per un Triple Threat match di qualificazione al Money in the Bank Ladder match ma venne eliminato per ultimo da Riddle. Il 21 agosto, a SummerSlam, trionfò su Sheamus conquistando lo United States Championship per la prima volta. Nella puntata di Raw del 30 agosto mantenne il titolo degli Stati Uniti in un Triple Threat match contro Drew McIntyre e Sheamus. Nella puntata di Raw del 13 settembre mantenne la cintura statunitense in una Open challenge contro Jeff Hardy. Il 26 settembre, ad Extreme Rules, conservò il titolo in un Triple Threat match contro Jeff Hardy e Sheamus. La sera dopo, a Raw, difese il titolo contro Sheamus in un no disqualification match. La settimana dopo conservò la cintura contro Jeff Hardy. Il 21 novembre, nel Kickoff di Survivor Series, venne sconfitto dall'Intercontinental Champion Shinsuke Nakamura per squalifica. La sera dopo, a Raw, conservò la cintura statunitense contro Sami Zayn (appartenente al roster di SmackDown). Il 29 novembre, a Raw, mantenne la cintura statunitense contro Apollo Crews. La settimana dopo, a Raw, difese il titolo statunitense contro Robert Roode. Nella puntata di Raw del 28 dicembre, poi, perse per squalifica contro Dolph Ziggler ma mantenne comunque la cintura statunitense. La settimana dopo sconfisse Ziggler mantenendo il titolo degli Stati Uniti, in un incontro in cui lo sfidante poteva vincere il titolo anche per squalifica o count-out. Nella puntata di Raw del 17 gennaio venne sconfitto da Kevin Owens in un match non titolato, subendo inoltre la prima sconfitta per schienamento nel roster principale. La settimana dopo, perse per squalifica contro Owens ma mantenne ugualmente il titolo statunitense. Il 29 gennaio a Royal Rumble, partecipò al match omonimo entrando col numero 7 ma venne eliminato da Omos. Dopo aver perso contro AJ Styles in un match non titolato, il 14 febbraio, a Raw, ebbe la sua rivalsa mantenendo la cintura contro lo stesso Styles la settimana dopo. Nella puntata di Raw del 28 febbraio perse la cintura statunitense contro Finn Bálor dopo 191 giorni di regno; al termine dell'incontro attaccò brutalmente Bálor effettuando contestualmente un turn heel. Il 1º aprile, a SmackDown, prese parte all'annuale André the Giant Memorial Battle Royal ma venne eliminato da Finn Bálor.

#### The Judgment Day (2022–2024)
Il 3 aprile, nella seconda serata di WrestleMania 38, interferì nel match tra AJ Styles ed Edge favorendo quest'ultimo. Successivamente si unì alla stable di Edge, il Judgment Day assieme a Rhea Ripley, ma successivamente il gruppo estromise brutalmente Edge e accolse Finn Bálor il 6 giugno a Raw, dopo che la sera prima, il 5 giugno a Hell in a Cell, i tre vennero sconfitti da AJ Styles, Liv Morgan e lo stesso Bálor. Il 30 luglio, a SummerSlam, Priest e Bálor vennero sconfitti da Dominik e Rey Mysterio in un No Disqualification match grazie al ritorno di Edge. Il 3 settembre, a Clash at the Castle, Priest e Bálor vennero sconfitti da Edge e Rey Mysterio.
Il 5 novembre, a Crown Jewel, il Judgment Day prevalse sull'O.C. (con cui aveva iniziato una faida poco tempo prima). Il 9 gennaio, a Raw, Priest e Bálor (supportati nell'ultimo incontro della serie da Dominik) vinsero un Tag Team Turmoil match eliminando per ultimi gli Street Profits e diventando gli sfidanti al Raw Tag Team Championship degli Usos. Nella puntata speciale Raw XXX del 23 gennaio Priest e Dominik affrontarono Jimmy Uso e Sami Zayn (quest'ultimo in sostituzione di Jey Uso) per il Raw Tag Team Championship ma vennero sconfitti. Il 28 gennaio a Royal Rumble, partecipò all'incontro omonimo entrando col numero 22 ma venne eliminato da Edge. Il 18 febbraio, ad Elimination Chamber, partecipò al match omonimo per lo United States Championship che comprendeva anche il campione Austin Theory, Bronson Reed, Johnny Gargano, Montez Ford e Seth Rollins ma venne eliminato da Ford.
Il 6 maggio, a Backlash, venne sconfitto da Bad Bunny in un San Juan street fight match. Due giorni dopo, a Raw, prese parte ad un triple threat match insieme a Seth Rollins e Shinsuke Nakamura valevole per le semifinali per il World Heavyweight Championship ma il match venne vinto da Rollins. Nella puntata di Raw del 5 giugno affrontò Seth Rollins per il World Heavyweight Championship ma venne sconfitto. La settimana dopo superò Matt Riddle qualificandosi per il Money in the Bank Ladder match.
Il 1º luglio, a Money in the Bank, vinse l'omonimo incontro che comprendeva anche Butch, LA Knight, Logan Paul, Ricochet, Santos Escobar e Shinsuke Nakamura conquistando così la valigetta. Nella puntata di Raw del 17 luglio Priest e Dominik Mysterio affrontarono Kevin Owens e Sami Zayn per il Raw Tag Team Championship e lo SmackDown Tag Team Championship ma vennero sconfitti. Il 2 settembre, a Payback, Priest e Bálor sconfissero Kevin Owens e Sami Zayn in uno steel city street fight match vincendo il Raw Tag Team Championship e lo SmackDown Tag Team Championship. Il 25 settembre, a Raw, nella rivincita di Payback, Priest e Bálor difesero con successo le cinture contro Owens e Zayn, grazie all'aiuto di JD McDonagh. Il 7 ottobre, a Fastlane, Priest e Bálor persero i titoli contro Cody Rhodes e Jey Uso dopo 35 giorni di regno. La settimana dopo, a Raw, Priest e Finn Bálor vinsero nuovamente il Raw Tag Team Championship e lo SmackDown Tag Team Championship contro Cody Rhodes e Jey Uso grazie all'intervento di Jimmy Uso. Il 4 novembre, a Crown Jewel, provò ad incassare il Money in the Bank su Seth Rollins ma Sami Zayn intervenne rubandogli la valigetta; quella stessa sera, poco dopo, venne sconfitto da Cody Rhodes. Nella puntata di Raw del 13 novembre Priest e Bálor difesero le cinture contro Cody Rhodes e Jey Uso grazie all'intervento di Drew McIntyre. Nella puntata di SmackDown del 24 novembre Priest e Bálor conservarono i titoli contro gli Street Profits. Il 25 novembre, a Survivor Series WarGames, il Judgment Day e Drew McIntyre vennero sconfitti da Cody Rhodes, Jey Uso, Randy Orton, Sami Zayn e Seth Rollins in un wargames match. Nella puntata di Raw del 18 dicembre Priest e Bálor difesero le cinture di coppia contro i Creed Brothers.
Il 27 gennaio a Royal Rumble, partecipò all'omonimo incontro entrando col numero 26 ma venne eliminato da Sami Zayn. Due sere dopo, a Raw, Priest e Bálor difesero i titoli di coppia contro i #DIY. Il 24 febbraio, ad Elimination Chamber: Perth, difesero le cinture di coppia contro Pete Dunne e Tyler Bate.

#### World Heavyweight Champion (2024)

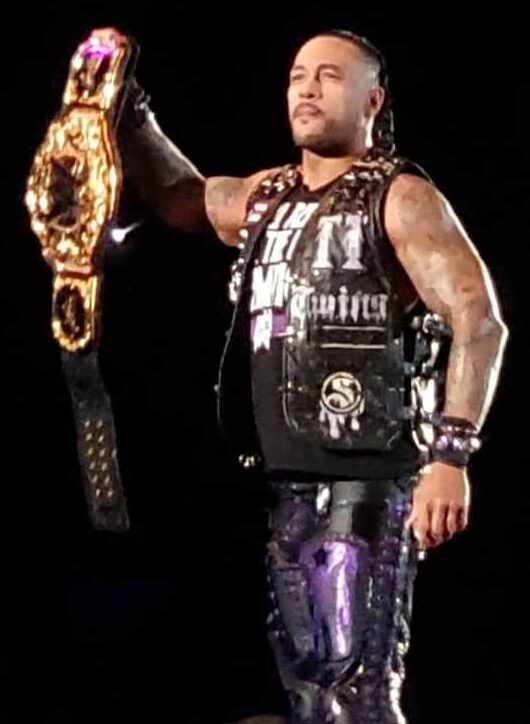
Damian Priest con il World Heavyweight Championship

Il 6 aprile, nella prima serata di WrestleMania XL, Priest e Bálor persero entrambi i titoli (il Raw Tag Team Championship venne vinto da The Miz e R-Truth mentre lo SmackDown Tag Team Championship lo vinsero Grayson Waller e Austin Theory) in un six-pack tag team ladder match che comprendeva anche i #DIY e il New Day dopo 173 giorni di regno; la sera dopo, invece, incassò il contratto del Money in the Bank su Drew McIntyre (grazie all'attacco di CM Punk) al termine del match per il World Heavyweight Championship vinto contro Seth Rollins, conquistando il suddetto titolo per la prima volta.
Il 4 maggio a Backlash France, difese con successo il titolo contro Jey Uso dopo l'interferenza di Bálor e McDonagh nonostante Priest avesse chiesto di non interferire. A King & Queen of the Ring venne annunciato da Triple H che Priest difenderà il suo titolo contro Drew McIntyre nel prossimo PLE, Clash at the Castle: Scotland. Durante l'evento il membro del Judgment Day difende la sua cintura grazie anche al intervento di CM Punk in faida con lo scozzese.
Nella puntata di Raw del 17 giugno, accetta di sfidare il rientrante Seth Rollins in un match titolato a Money in the Bank 2024, con una importante clausola, se Rollins avesse perso non poteva più avere un match titolato per la cintura di Priest, ma se a perdere fosse stato Priest doveva lasciare la sua stable. Durante il match con Rollins arriva Drew McIntyre che decide di incassare la valigetta del Money in the Bank appena vinta, il match diventa un triple threat match. Anche in questo caso avviene l'interferenza di Punk e Priest riuscì a difendere il suo titolo.
A SummerSlam 2024, il 3 agosto, perse il suo titolo contro il King of the Ring, Gunther dopo un regno di 118 giorni. La sconfitta arrivo per colpa della interferenza di Finn Bálor, che tradì il suo alleato. Questo evento portò al turn face di Priest.

#### Competizione singola e varie faide (2024-presente)

Damian Priest insieme a Rhea Ripley nel 2024

Dopo l'uscita dal Judgment Day, Priest rimase legato a Rhea Ripley, anche lei uscita dalla stable dopo il tradimento di Dominik Mysterio con Liv Morgan. I due iniziarono una feroce faida con i loro ex alleati. A Bash in Berlin il 31 agosto, insieme a Ripley sconfigge in un mixed tag team match Dominik Mysterio e Liv Morgan. Nella puntata di Raw del 2 settembre, Rhea Ripley venne infortunata da Liv Morgan al ginocchio, più tardi Damian Priest, con l'aiuto di Jey Uso, sconfisse JD McDonagh e Finn Balòr in un tag team match. Il 5 ottobre nel PLE, Bad Blood riesce a sconfiggere Finn Bálor il quale aveva il supporto di JD McDonagh e Carlito.
Nella puntata di Raw del 7 novembre ottenne lo status di sfidante al World Heavyweight Championship di Gunther dopo aver battuto Seth Rollins, Sheamus e Dominik Mysterio in un fatal 4-way match. A Survivor Series: WarGames perse nuovamente contro Gunther. Come nella precedente occasione Finn Bálor durante il match è intervenuto contro Priest, per questo a fine evento è partita una rissa tra i due nel backstage. Il 24 dicembre a Saturday Night's Main Event "The Punisher" ha avuto un'altra occasione per il titolo di Gunther, questa volta in un triple threat match con anche Bálor. Ma anche in questa occasione non riuscì a conquistare il titolo. Nella puntata di Raw del 13 gennaio del 2025 ha messo fine alla faida con Bálor sconfiggendolo in uno street fight match.
Nel gennaio del 2025, Priest è passato a SmackDown, durante il suo esordio ha sconfitto Carmelo Hayes. Tra la Royal Rumble e l'Elimination Chamber si inaspri la rivalità con Drew McIntyre. Questo portò ad un sin city street fight nella nella seconda notte di WrestleMania 41 dove fu lo scozzese ad averne la meglio. La rivalità tra i due continuo anche dopo WrestleMania, a Backlash entrambi preso parte a un fatal four way match con anche LA Knight e Jacob Fatu, con quest'ultimo che vinse e difese lo United States Championship. A Saturday Night's Main Event XXXIX, Priest e McIntyre si affrontarono in un rivincita lottando in uno steel cage match, con Priest che uscendo dalla gabbia vinse l'incontro e concluse la rivalità.

## Personaggio

### Mosse finali
- Jumping corkscrew roundhouse kick
- Razor's Edge (Crucifix powerbomb) – 2023–presente
- Reckoning/Hit the Lights (Rolling cutter)
- Running Curb Stomp
- South of Heaven (Sitout Chokeslam)

### Soprannomi
- "The Archer of Infamy"
- "Mr. Money in the Bank"
- "Punisher"
- "The Punishment"
- "Señor Money in the Bank"
- "El Campeón"

## Titoli e riconoscimenti
- Keystone Pro-Wrestling
  - KPW Tag Team Championship (1) – con Matthew Riddle

- Monster Factory Pro-Wrestling
  - MFPW Heavyweight Championship (3)
  - MFPW Tag Team Championship (2) – con Brolly (1) e QT Marshall (1)
  - MFPW Invitational (2016)

- Pro Wrestling Illustrated
  - 85º tra i 500 migliori wrestler singoli nella PWI 500 (2021)
  - 6º tra i 500 migliori wrestler singoli nella PWI 500 (2024)[59]

- Ring of Honor
  - ROH World Television Championship (1)
  - Survival of the Fittest (2017)

- WWE
  - WWE Raw Tag Team Championship (2) – con Finn Bálor
  - WWE SmackDown Tag Team Championship (2) – con Finn Bálor
  - World Heavyweight Championship (1)[38]
  - WWE United States Championship (1)
  - NXT North American Championship (1)
  - Money in the Bank (edizione 2023)